# Aegilops caudata
Aegilops caudata är en gräsart som beskrevs av Carl von Linné. Aegilops caudata ingår i släktet bockveten, och familjen gräs. Inga underarter finns listade i Catalogue of Life.